# Магомедов, Абасгаджи Мухтарович
 Абасгаджи Мухтарович Магомедов (15 марта 1998, Тисси, Цумадинский район, Дагестан, Россия) — российский борец вольного стиля, чемпион мира и Европы, четырёхкратный чемпион России.

## Спортивная карьера
Родился в селе Тисси. По национальности аварец. Вольной борьбой занимается с 9 лет. Воспитанник хасавюртовского УОР. В августе 2015 года на первенство мира среди кадетов в Сараево стал серебряным призёром, проиграв в финале японцу Такуто Отогуро. В 2018 году выиграл первенство мира и России среди юниоров. В марте 2019 года выиграл чемпионат Европы U23 в сербском Нови-Саде. 16 октября 2020 года стал чемпионом России в Наро-Фоминске, одолев в финале Рамазана Ферзалиева.
В 2021 году на чемпионате мира, который проходил в октябре в норвежской столице, стал чемпионом мира в весовой категории до 61 кг. В финале поборол американского борца Дейтона Фикса.
21 июня 2023 года в полуфинале чемпионата России в Каспийске одолел Кежика Монгуша из Тывы. 22 июня 2023 года в финале одержал победу над Муслимом Мехтихановым из Дагестана, став четырёхкратным чемпионом России.

На чемпионате мира 2023 года в Белграде завоевал серебряную медаль  в весовой категории до 61 кг. В финале уступил американскому борцу Виталию Аруджау.
В 2024 году, выступая в весовой категории до 61 кг, на чемпионате Европы в Бухаресте завоевал золотую медаль, выиграв в финале у албанского борца Зелимхана Абакарова. 

## Спортивные результаты на крупных турнирах
- Чемпионат мира среди кадетов 2015 — ;
- Чемпионат Европы среди юниоров 2016 — ;
- Межконтинентальный кубок 2017 — ;
- Чемпионат мира среди юниоров 2018 — ;
- Чемпионат Европы U23 2019 — ;
- Чемпионат России по вольной борьбе 2020 — ;
- Индивидуальный кубок мира по борьбе 2020 — ;
- Чемпионат России по вольной борьбе 2021 — ;
- Чемпионат Европы по борьбе 2021 — ;
- Чемпионат мира по борьбе 2021 — ;
- Чемпионат России по вольной борьбе 2022 — ;
- Чемпионат России по вольной борьбе 2023 — ;
- Чемпионат мира по борьбе 2023 — ;
- Чемпионат Европы по борьбе 2024 — ;
- Чемпионат России по вольной борьбе 2024 — ;
- Чемпионат России по вольной борьбе 2025 — ;